# Hannes Wagner
Hannes Wagner (ur. 16 czerwca 1995) – niemiecki zapaśnik walczący w stylu klasycznym. Zajął dziewiąte miejsce na mistrzostwach świata w 2021 roku. 
Brązowy medalista mistrzostw Europy w 2020 i 2021; piąty w 2019 i 2025. Ósmy w Pucharze Świata w 2016. Mistrz Europy juniorów w 2015 i trzeci na MŚ w 2015 roku.
Mistrz Niemiec w 2017, 2018, 2022 i 2023, a trzeci w 2016 roku.